# Emanuel Molina
Jorge Emanuel Molina (Río Tercero, Córdoba, Argentina; 17 de marzo de 1987) es un futbolista argentino nacionalizado colombiano, juega de enganche en el Club Atlético Río Tercero. Se ha destacado (principalmente de pie dominante izquierdo) por su velocidad y efectividad de cara a puerta, fundamentalmente durante su carrera futbolista.

## Trayectoria
Su carrera futbolística empezó en el Club Atlético Río Tercero en 2005. Luego, ese mismo año se incorporó al Deportivo Merlo y Deportivo Armenio donde llevó 4 años jugando en estos clubes, para después ser incorporado en el Altay Spor Kulübü del Fútbol Turco. 
En 2010 se convierte en refuerzo de Deportivo Pasto, para afrontar el Torneo de la Categoría Primera B del fútbol colombiano.
Para 2011, Molina se convirtió en jugador del Real Cartagena. En 2012 jugó en Portugal con el equipo Vitória de Guimarães, ese mismo año jugó para el equipo Cúcuta Deportivo. En 2013 en su primer semestre pasa a ser parte del plantel del equipo Independiente Santa Fe. En 2014 vuelve al Deportivo Pasto. 
En 2015 pasa a Atlético Tucumán, donde fue campeón de la B Nacional.
El 7 de febrero de 2016 en el primer partido del decano en su vuelta a Primera, y frente a Racing, Molina sufre una lesión siendo reemplazado por Matías Ballini a los 21 minutos del segundo tiempo. Días después se confirmó que el Mago tuvo una rotura en los ligamentos.
El 26 de enero de 2017 (casi un año después), Molina vuelve a las canchas en un amistoso en Salta, justamente contra Racing. Ingresó a los 16 minutos de la segunda parte en lugar de Ezequiel Cirigliano, ese encuentro terminó igualado 1 a 1.
El 12 de marzo de ese mismo año, le detectan un dopaje positivo por corticoides después del partido frente a Sarmiento de Junín, donde el cordobés ingresó a los 23 del ST. El 9 de mayo la cuenta oficial de Twitter de Atlético sacá un comunicado sobre el tema.

## Clubes
| Club                      | País      | Año        | PJ | Goles |
| ------------------------- | --------- | ---------- | -- | ----- |
| Club Atlético RÍo Tercero | Argentina | 2005       |    |       |
| Deportivo Merlo           | Argentina | 2005-2008  | 10 | 0     |
| Deportivo Armenio         | Argentina | 2008       |    |       |
| Altay Spor Kulübü         | Turquía   | 2008-2010  | 39 | 4     |
| Deportivo Pasto           | Colombia  | 2010       |    |       |
| Real Cartagena            | Colombia  | 2011       | 32 | 8     |
| Vitória de Guimarães      | Portugal  | 2012       | 1  | 0     |
| Cúcuta Deportivo          | Colombia  | 2012       | 18 | 2     |
| Santa Fe                  | Colombia  | 2013       | 26 | 3     |
| Deportivo Pasto           | Colombia  | 2014       |    |       |
| Atlético Tucumán          | Argentina | 2015-2018  | 36 | 9     |
| Villa Dalmine             | Argentina | 2018 -2019 |    |       |
| Agropecuario              | Argentina | 2019-2023  |    |       |

| Equipo           | Div.  | Temporada | Liga     | Liga  | Copa Nacional | Copa Nacional | Copa Internacional | Copa Internacional | Total    | Total |
| Equipo           | Div.  | Temporada | Partidos | Goles | Partidos      | Goles         | Partidos           | Goles              | Partidos | Goles |
| Atlético Tucumán | 2     | 2015      | 32       | 9     | 1             | 0             | -                  | -                  | 33       | 9     |
| Atlético Tucumán | 1     | 2016      | 1        | 0     | -             | -             | -                  | -                  | 1        | 0     |
| Atlético Tucumán | 1     | 2016/2017 | 3        | 0     | -             | -             | 1                  | 0                  | 4        | 0     |
| Atlético Tucumán | 1     | 2017/2018 | -        | -     | -             | -             | -                  | -                  | -        | -     |
| Atlético Tucumán | Total | Total     | 36       | 9     | 1             | 0             | 1                  | 0                  | 38       | 9     |

## Palmarés

### Campeonatos nacionales
| Título                | Club                   | Año  |
| --------------------- | ---------------------- | ---- |
| Superliga de Colombia | Independiente Santa Fe | 2013 |
| Primera B Nacional    | Atlético Tucumán       | 2015 |